# Pietrelcina
Pietrelcina is een gemeente in de Italiaanse provincie Benevento (regio Campanië) en telt 3066 inwoners (31-12-2004). De oppervlakte bedraagt 28,8 km², de bevolkingsdichtheid is 108 inwoners per km². De stad geniet bekendheid als de geboorteplaats van Pater Pio en is daarom een bedevaartsoord geworden.

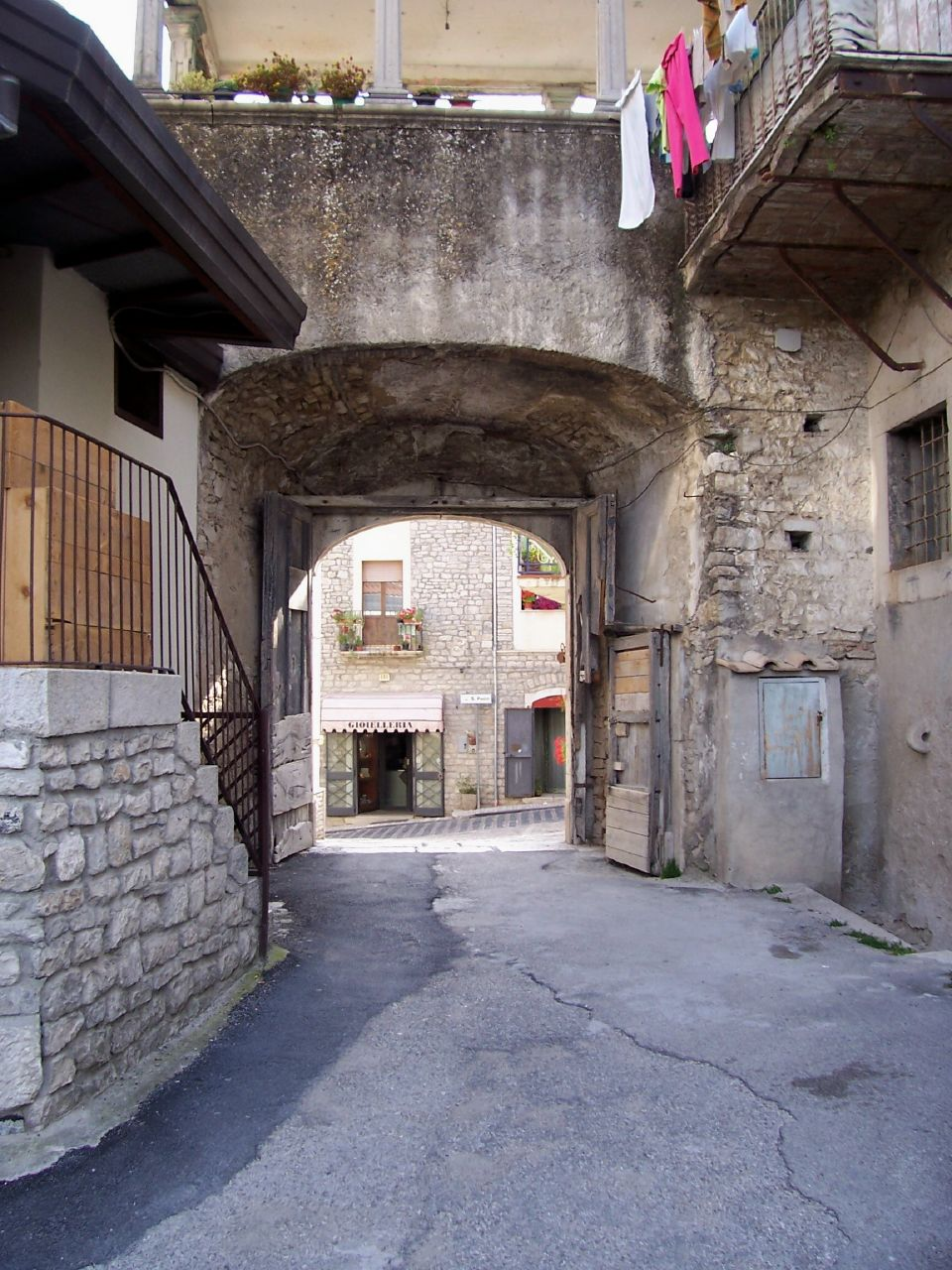
Straat in Pietrelcina
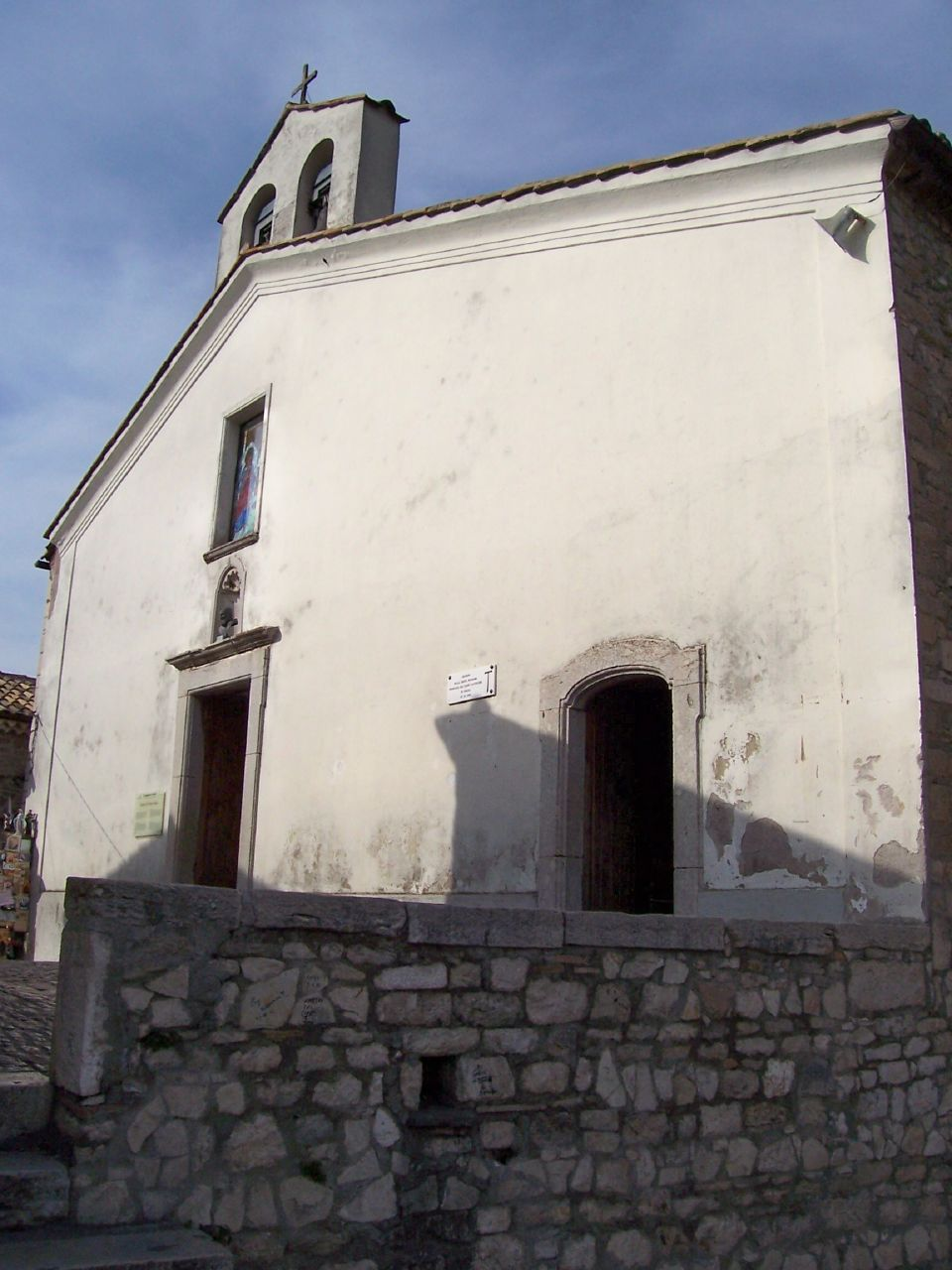
Sant'Anna, Pietrelcina

## Demografie
Pietrelcina telt ongeveer 1128 huishoudens. Het aantal inwoners steeg in de periode 1991-2001 met 0,2% volgens cijfers uit de tienjaarlijkse volkstellingen van ISTAT.
| Jaar | Inwoneraantal |
| ---- | ------------- |
| 1991 | 3026          |
| 2001 | 3031          |

## Geografie
Pietrelcina grenst aan de volgende gemeenten: Benevento, Paduli, Pago Veiano, Pesco Sannita.